# Dom przy ul. Sieradzkiej 6 w Piotrkowie Trybunalskim
Dom przy ul. Sieradzkiej 6 – zabytkowa kamienica z XIX wieku, położona w Piotrkowie Trybunalskim przy ul. Sieradzkiej 6 / ul. Rycerskiej 10.
Dwukondygnacyjny, narożny budynek został zbudowany w XIX wieku. Pierwotnie nosił cechy stylu klasycystycznego, jednak po przebudowach zatracił jego cechy i obecnie jednymi z niewielu zabytkowych elementów są balkony z kutymi balustradami. Na parterze budynku znajdują się lokale usługowe, zaś na piętrze – mieszkania.
Budynek wpisany jest do rejestru zabytków pod numerem 1122 z 22.05.1972. Znajduje się też w gminnej ewidencji zabytków miasta Piotrkowa Trybunalskiego.